# Иморализам
Иморализам је у филозофији, доктрина чији заговорници тврде да је човек биће „с оне стране добра и зла”, изнад свега што се може окарактерисати злим или добрим. Иморалистички приступ тумачи се с релативног аспекта, као однос према модалитетима који се у датом тренутку сматрају добрим или злим, или с апсолутног становишта – као порицање свих моралних вредности.